# Космическая пушка
Космическая пушка — метод запуска объекта в космическое пространство с помощью огнестрельного оружия типа огромной пушки или электромагнитной пушки. Относится к безракетным методам вывода объектов на орбиту.
В проекте высотных исследований Военно-морских сил США использовалась 16-дюймовая (406 мм) пушка с длиной ствола 100 калибров (40 м), стрелявшая 180-килограммовыми снарядами без разрывного заряда, имевшими начальную скорость 3600 метров в секунду, которые достигали максимальной высоты 180 километров. Следовательно, эта пушка позволяет снаряду выполнить суборбитальный космический полёт.
Однако пока ни одна космическая пушка ни разу не осуществила успешный запуск объекта на орбиту. Космическая пушка сама по себе не способна доставить объект на стационарную орбиту вокруг планеты без выполнения корректировки курса объекта после запуска, поскольку сама пушка является точкой траектории, а орбита — это замкнутая траектория. То есть, снаряд всё-таки должен быть «немного ракетой».

## Технические аспекты
Большие перегрузки, испытываемые снарядом, означают, что, скорее всего, космические пушки не смогут благополучно вывести на орбиту человека или хрупкие инструменты, а будут ограничиваться доставкой грузов или спутников повышенной прочности. Исключение составляют электромагнитные пушки, в которых время разгона теоретически не ограничено и отсутствует ствол, создающий чрезвычайно высокую силу сопротивления воздуха, действующую на носовую часть снаряда.
Сопротивление атмосферы создаёт дополнительные трудности и в управлении полётом уже выпущенного снаряда. Если ствол космической пушки достигает верхних слоёв стратосферы, где воздух менее плотный, то частично эти проблемы решаются.
Если будут найдены приемлемые решения этих основных проблем, то космическая пушка может обеспечить вывод грузов в космическое пространство по беспрецедентно низкой цене $ 550 за килограмм.

### Вывод на орбиту
Космическая пушка сама по себе не способна к размещению объекта на стабильной орбите вокруг Земли. Законы тяготения не позволяют достичь стабильной орбиты без активной полезной нагрузки, которая выполняет коррекцию полёта после запуска. Траектория может быть параболической, гиперболической (если скорость движения будет достигать или превышать скорость убегания) или эллиптической (первая космическая скорость). Последняя заканчивается на поверхности планеты в точке запуска или в другой точке, учитывая вращение планеты и сопротивление атмосферы. Это означает, что неоткорректированная баллистическая траектория будет всегда заканчиваться падением на планету в пределах первого витка, если запуск произведен с первой космической скоростью. При запуске со второй космической скоростью снаряд выходит на орбиту вокруг Солнца, которая пересекается с орбитой Земли, однако, эта орбита, из-за возмущений от других планет, может измениться и более не пересекаться с орбитой Земли (гравитационный манёвр). В любом случае периоды обращения по этим орбитам Земли и запущенного снаряда будут отличаться, что приведет к отдалению момента столкновения снаряда и Земли.
Исаак Ньютон в своём мысленном эксперименте избегает этого возражения, предполагая наличие невероятно высокой горы, с которой его пушка будет стрелять. Однако, снаряд и в этом случае будет, как правило, делать виток вокруг планеты и возвращаться к точке старта.
Полезная нагрузка, предназначенная для достижения замкнутой орбиты, позволит, по крайней мере, выполнить некоторую корректировку курса, чтобы выйти на новую орбиту, не пересекающуюся с поверхностью планеты. Кроме того, ракета может использоваться для дополнительного изменения высоты, как это запланировано в проекте «Quicklaunch».
Вполне возможно, что в гравитационной системе нескольких тел, каковой является система Земля — Луна, могут существовать траектории, которые не пересекают поверхности Земли, но эти пути, скорее всего, не будут очень простыми и удобными и потребует гораздо больше энергии.

### Ускорение
Если космическая пушка имеет ствол длиной ({\displaystyle l}), а требуемую скорость обозначить ({\displaystyle v_{e}}), то ускорение ({\displaystyle a}) в стволе можно вычислить по формуле:
{\displaystyle a={\frac {v_{e}^{2}}{2l}}}
(Формула верна, если считать, что ускорение в стволе постоянно.)
Например, в космической пушке с вертикальным стволом протяжённостью от земной поверхности до тропосферы, что составляет длину ({\displaystyle l}) ~60 км, а скорость ({\displaystyle v_{e}}), достаточная для преодоления земного тяготения (вторая космическая скорость), составляет 11,2 км/с на Земле, тогда ускорение ({\displaystyle a}) теоретически будет более 1000 м/с², что составляет перегрузку более 100 g. Это более чем в 3 раза превышает предельно допустимую перегрузку для человека, которая равна от 20 до 35 g в течение ~10 секунд
Удвоение длины ствола теоретически снижает перегрузку в два раза (см. формулу).
При очень больших длинах ствола (порядка 2000 км) можно получить приемлемую для человека перегрузку. В этом случае ствол лучше располагать не вертикально, а горизонтально до выхода обреза ствола на границу космоса (100-километровая высота).

## Практические попытки

Пушка на лёгких газах

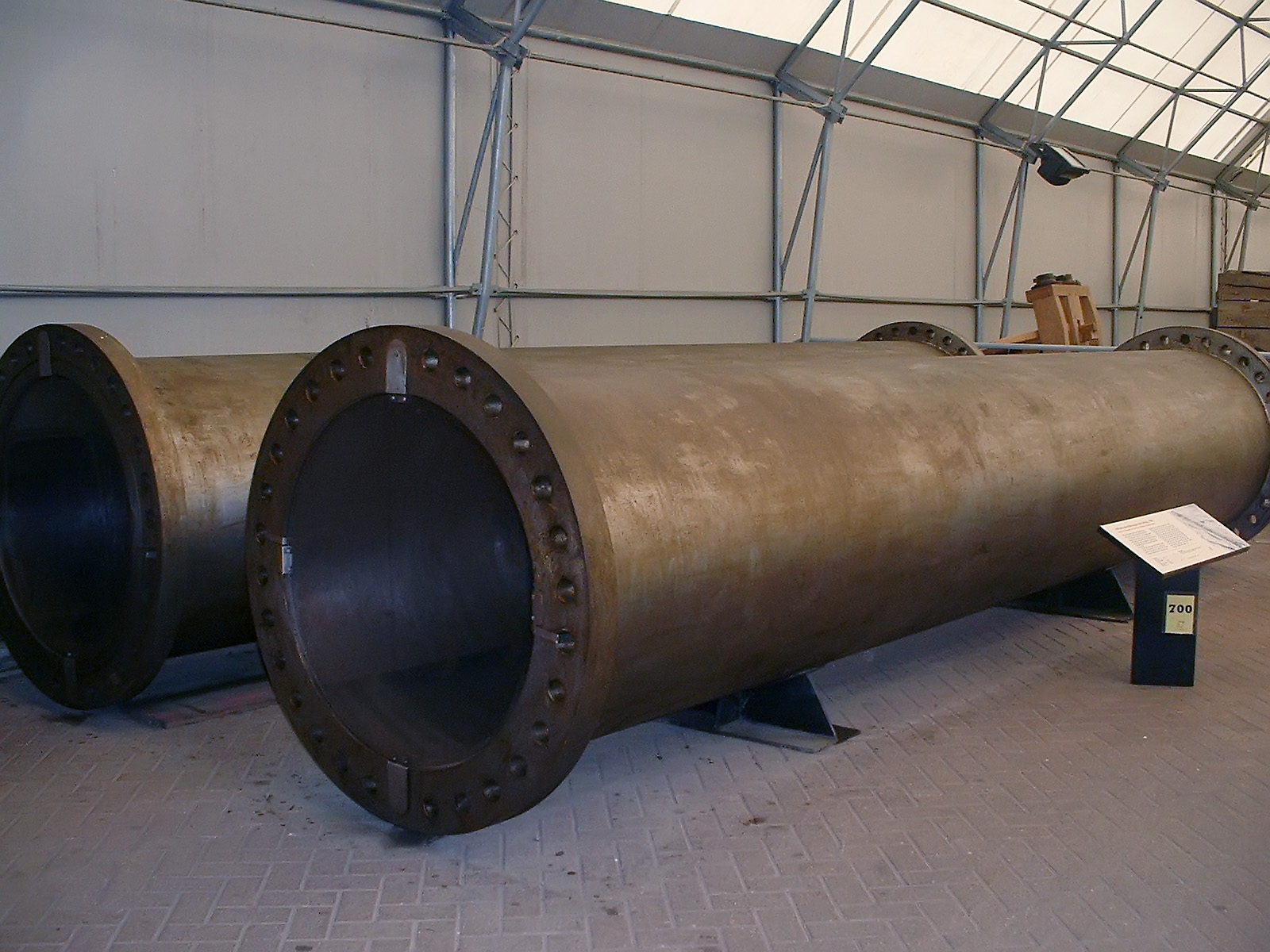
Две секции пушки из проекта «Вавилон»

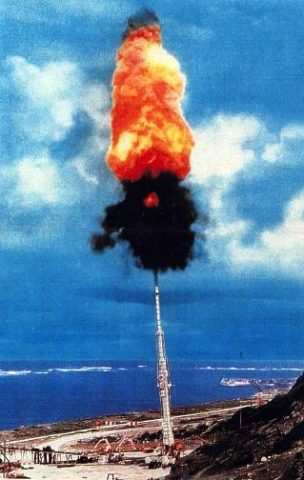
Проект высотных исследований, прототип космической пушки.

Германская программа времён Второй мировой войны по созданию суперпушки «Фау-3» (менее известная, чем баллистическая ракета «Фау-2» или крылатая ракета «Фау-1») являлась попыткой создания чего-то близкого к космической пушке. Построенная во французском департаменте Па-де-Кале, суперпушка планировалась нацистами как самое разрушительное «оружие возмездия». Она была уничтожена ВВС Великобритании в июле 1944 г. с помощью сейсмических бомб «Толлбой».
С практической точки зрения наиболее известной является недавняя попытка сделать космическую пушку артиллерийским инженером Джеральдом Буллом по проекту «Вавилон», который был также известен в средствах массовой информации как «иракская суперпушка». В проекте Вавилон Булл использовал свой опыт из проекта высотных исследований, чтобы создать огромную пушку для Саддама Хусейна в Ираке. Это оружие, если бы оно было завершено, было бы первой истинно космической пушкой, способной запускать объекты в космос. Однако, Булл был убит прежде, чем проект был завершён, а остатки пушки уничтожены.
После смерти Булла мало кто всерьёз пытался построить космическую пушку. Пожалуй, наиболее перспективным являлся «проект сверхвысотных исследований» в 1980-х годах в США, финансируемый в рамках разработки системы противоракетной обороны. Разработанная в Ливерморской лаборатории пушка на лёгких газах использовалась для испытания на огнестойкость объектов на скоростях до 9 М. Один из ведущих разработчиков Джон Хантер позже основал компанию «Jules Verne Launcher Company» в 1996 году, но она до сих пор не смогла найти финансирования для мульти-миллиардного проекта. В настоящее время он основал компанию «Quicklaunch».
В качестве альтернативы пушки на лёгких газах были также предложены ускорители типа прямоточных воздушно-реактивных двигателей. В других предложениях применяются электромагнитные методы ускорения, такие, как пушка Гаусса и рельсотрон.

## В фантастике

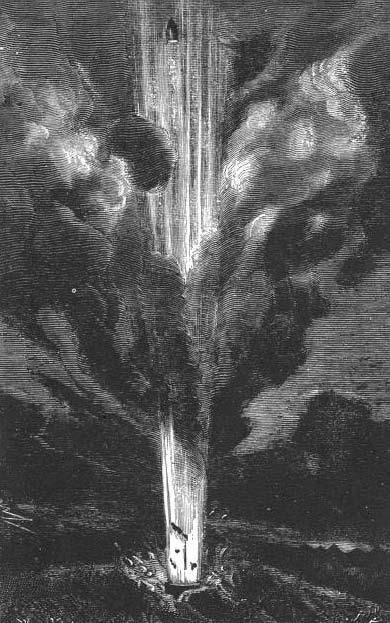
Выстрел космической пушки, по роману Жюля Верна «Путешествие на Луну»

Первой публикацией этой концепции было описание «пушечного ядра Ньютона» в 1728 г. в «Трактате о системе мироздания», хотя цель его в основном сводилась к мысленному эксперименту по демонстрации силы притяжения.
Наверное, самым известным описанием космической пушки является роман Жюля Верна «Путешествие на Луну» (по нему в 1902 г. поставлен немой фильм «Путешествие на Луну»), в котором астронавты полетели на Луну в космическом корабле, запущенном из пушки. Также у писателя в произведении «Пятьсот миллионов бегумы» фигурирует пушка, построенная профессором Шульце, которая (по недосмотру профессора) вместо уничтожения Франсевилля отправила снаряд на околоземную орбиту.
Другим известным примером является водородная пушка с ускорителем, используемая марсианами для вторжения на Землю в романе Герберта Уэллса «Война миров». Уэллс использует также эту концепцию в кульминации фильма 1936 года «Облик грядущего». Аналогичное устройство появлялось и позднее, например, в фильме 1967 г. «Ракеты на луне».
В романе Роберта Хайнлайна «Луна жёстко стелет» для доставки грузов с Луны на Землю использовалась электромагнитная «катапульта», по принципу действия близкая к пушке Гаусса. Там же предлагались проекты аналогичной катапульты для доставки грузов с Земли на Луну.
В ролевой видеоигре «Final Fantasy VIII», разработанной компанией Square Soft (теперь она называется Square Enix), людей посылают в космос с помощью гибрида рельсотрон / пушка Гаусса. В видеоигре «Ultima: Worlds of Adventure 2: Martian Dreams» Персиваль Лоуэлл строит космическую пушку, для того, чтобы послать космический корабль на Марс.
В видеоигре Paper Mario: The Thousand-Year Door компании Nintendo главный герой стреляет на Луну из большой пушки, заряжаемой от взрыва тысяч антропоморфных бомб. Это представлено в несколько комичной манере.
Кроме того, в серии видеоигр "Halo" пушка с магнитным ускорителем (пушка Гаусса) используется как оружие класса земля-воздух / космос, а также для запуска объектов в космос с поверхности планеты.